# 西固镇
西固镇，是中华人民共和国陕西省渭南市白水县下辖的一个乡镇级行政单位。

## 行政区划
西固镇下辖以下地区：
西固社区、西固村、中文化村、东文化村、杨家村、潘家村、梁家村、南峁村、东固村、器休村、扶苜村、马咀村、田河村、雷村、故现村、杨沟村、通道村、甫下村、龙西村、龙中村、龙东村、武家河村、王河村、油王河村和下河西村。